# Trente-deuxième district congressionnel de Californie
Le 32e district congressionnel de Californie est un district de l'État américain de Californie, basé dans le Comté de Los Angeles. Le 32e district englobe la ville de Malibu et les quartiers de Los Angeles de Pacific Palisades, Beverly Glen, Bel Air, Studio City, Sherman Oaks, Woodland Hills, West Hills, Canoga Park, Winnetka, Reseda, Tarzana, Encino, Chatsworth, Northridge, Brentwood, North Hills, ainsi que le côté sud de Granada Hills.
Le district est actuellement représenté par le Démocrate Brad Sherman.
Le district était auparavant représenté par la Démocrate Judy Chu. À la suite des élections de 2012, en raison du redécoupage, Chu s'est présenté comme Représentante des États-Unis dans le 27e district, tandis que Grace Napolitano s'est présentée dans le 32e district, après avoir été déplacée du 38e district. Sherman, l'actuel Représentant du district, siégeait auparavant à la Chambre des Représentants pour le 30e district de Californie.

## Géographie
| #  | Comté       | Siège       | Population |
| -- | ----------- | ----------- | ---------- |
| 37 | Los Angeles | Los Angeles | 9 663 345  |

Depuis le redécoupage de 2020, le 32e district congressionnel de Californie est situé dans le sud de la Californie. La moitié du district couvre la frontière la plus à l'ouest du Comté de Los Angeles et l'autre moitié couvre l'ouest de Los Angeles.
Le Comté de Los Angeles est divisé entre ce district, le 27e district, le 29e district, le 30e district et le 36e district. Les 32e et 27e sont divisés par Devonshire St, Blue Creek, Chatsworth St, Balboa Blvd, Kingsbury St, Genesta Ave, Aliso Canyon Wash, and Ronald Reagan Freeway.
Les 32e et 30e sont séparés par Lankershim Blvd, Fredonia Dr, Cahuenga Blvd W, Broadlawn Dr, Multiview Dr, Mulholland Dr, Laurel Canyon Blvd, W Sunset Blvd, Ozeta Ter, and Doheny Rd.
Les 32e et 36e sont N Hillcrest Rd/La Collina Dr, N Hillcrest Rd/Sierra Mar Pl, Crescent Dr, Walker Dr/Sunset Pl, Meredith Pl/Castle Pl, Loma Vista Dr, Cherokee Ln, Schuyler Rd, Greystone Park, Readcrest Dr/Miradero Rd, Coldwater Canyon Dr/Lindacrest Dr, Lago Vista Dr, N Beverly Dr, Tower Grove Dr/Tower Rd, W Sunset Blvd, Veteran Ave, Wilshire Blvd, Malcolm Ave, Glendon Ave, Santa Monica Blvd, Pontius Ave, Cotner Ave, Purdue Ave, Butler Ave, Centinela Ave, Centinela Ave/S Carmelina Ave, Montana Ave, 26th St, and Adelaide Dr.

### Villes et census-designated places de10 000 habitantsou plus
- Los Angeles - 3 820 914
- Bell Gardens - 39 501
- Malibu - 10 654

### Villes de 2500 à 10 000 personnes
- Topanga - 8560
- Pepperdine University - 2747

## Historique de vote
| Year | Office              | Results                      |
| ---- | ------------------- | ---------------------------- |
| 1990 | Gouverneur          | Wilson 50,3 % - 44,4 %       |
| 1992 | Président           | Clinton 78,0 % - 12,7 %      |
| 1992 | Sénateur            | Boxer 76,5 % - 18,1 %        |
| 1992 | Sénateur (Spéciale) | Feinstein 80,5 % - 15,1 %    |
| 1994 | Gouverneur          | Brown 68,4 % - 28,9 %        |
| 1994 | Sénateur            | Feinstein 75,3 % - 18,9 %    |
| 1996 | Président           | Clinton 81,3 % - 12,1 %      |
| 1998 | Gouverneur          | Davis 84,9 % - 12,3 %        |
| 1998 | Sénateur            | Boxer 82,1 % - 15,5 %        |
| 2000 | Président           | Gore 83,4 % - 13,0 %         |
| 2000 | Sénateur            | Feinstein 81,5 % - 11,8 %    |
| 2002 | Gouverneur          | Davis 59,5 % - 31,9 %        |
| 2003 | Rappel,             | Oui 50,2 % - 49,8 %          |
| 2003 | Rappel,             | Schwarzenegger 42,0 % 41,9 % |
| 2004 | Président           | Kerry 62,3 % - 36,6 %        |
| 2004 | Sénateur            | Boxer 68,3 % - 26,0 %        |
| 2006 | Gouverneur          | Angelides 53,8 % - 41,5 %    |
| 2006 | Sénateur            | Feinstein 68,1 % - 26,7 %    |
| 2008 | Président           | Obama 68,2 % - 29,8 %        |
| 2010 | Gouverneur          | Brown 64,6 % - 29,1 %        |
| 2010 | Sénateur            | Boxer 63,7 % - 29,9 %        |
| 2012 | Président           | Obama 65,2 % - 32,5 %        |
| 2012 | Sénateur            | Feinstein 66,7 % - 33,3 %    |
| 2014 | Gouverneur          | Brown 59,8 % - 40,2 %        |
| 2016 | Président           | Clinton 66,6 % - 27,7 %      |
| 2016 | Sénateur            | Harris 51,4 % - 48,6 %       |
| 2018 | Gouverneur          | Newsom 65,2 % - 34,8 %       |
| 2018 | Sénateur            | Feinstein 53,2 % - 46,8 %    |
| 2020 | Président           | Biden 65,2 % - 32,8 %        |
| 2021 | Rappel              | Non 64,6 % - 35,4 %          |
| 2022 | Gouverneur          | Newsom 66,4 % - 33,6 %       |
| 2022 | Sénateur            | Padilla 68,7 % - 31,3 %      |

## Liste des représentants du district
| Membre                           | Partie      | Années                            | Congrès     | Histoire électorale | Zone géographique |
| -------------------------------- | ----------- | --------------------------------- | ----------- | --- | --- |
| District créée le 3 janvier 1963 |             |                                   |             | | |
| Craig Hosmer (en)                | Républicain | 3 janvier 1963 - 31 décembre 1974 | 88e - 93e   | Redécoupage depuis le 18e district et réélu en 1962. Réélu en 1964. Réélu en 1966. Réélu en 1968. Réélu en 1970. Réélu en 1972. Démissionne                                           | 1963–1969 Los Angeles                                                                                                 |
| Craig Hosmer (en)                | Républicain | 3 janvier 1963 - 31 décembre 1974 | 88e - 93e   | Redécoupage depuis le 18e district et réélu en 1962. Réélu en 1964. Réélu en 1966. Réélu en 1968. Réélu en 1970. Réélu en 1972. Démissionne                                           | 1969–1973 Los Angeles, Orange                                                                                         |
| Craig Hosmer (en)                | Républicain | 3 janvier 1963 - 31 décembre 1974 | 88e - 93e   | Redécoupage depuis le 18e district et réélu en 1962. Réélu en 1964. Réélu en 1966. Réélu en 1968. Réélu en 1970. Réélu en 1972. Démissionne                                           | 1973–1975 Los Angeles                                                                                                 |
| Vacant                           | Vacant      | 31 décembre 1974 - 3 janvier 1975 | 93          | | |
| Glenn M. Anderson (en)           | Démocrate   | 3 janvier 1975 - 3 janvier 1993   | 94e - 102e  | Redécoupage depuis le 35e district et réélu en 1974. Réélu en 1976. Réélu en 1978. Réélu en 1980. Réélu en 1982. Réélu en 1984. Réélu en 1986. Réélu en 1988. Réélu en 1990. Retrait. | 1975–1983 Los Angeles                                                                                                 |
| Glenn M. Anderson (en)           | Démocrate   | 3 janvier 1975 - 3 janvier 1993   | 94e - 102e  | Redécoupage depuis le 35e district et réélu en 1974. Réélu en 1976. Réélu en 1978. Réélu en 1980. Réélu en 1982. Réélu en 1984. Réélu en 1986. Réélu en 1988. Réélu en 1990. Retrait. | 1983–1993 Los Angeles(Long Beach)                                                                                     |
| Julian C. Dixon                  | Démocrate   | 3 janvier 1993 - 8 décembre 2000  | 103e - 106e | Redécoupage depuis le 28e district et réélu en 1992. Réélu en 1994. Réélu en 1996. Réélu en 1998. Réélu en 2000 mais décède avant le début de son prochain mandat.                    | 1993–2003 Los Angeles(Culver City)                                                                                    |
| Vacant                           | Vacant      | 8 décembre 2000 - 5 juin 2001     | 106-107     | | 1993–2003 Los Angeles(Culver City)                                                                                    |
| Diane Watson                     | Démocrate   | 5 juin 2001 - 3 janvier 2003      | 107e        | Élue pour terminer le mandat de Dixon. Redécoupage vers le 33e district. | 1993–2003 Los Angeles(Culver City)                                                                                    |
| Hilda Solis                      | Démocrate   | 3 janvier 2003 - 24 février 2009  | 108e - 111e | Redécoupage depuis le 31e district et réélue en 2002. Réélue en 2004. Réélue en 2006. Réélue en 2008. Démissionne pour devenir Secrétaire au Travail des États-Unis.                  | 2003–2013 Los Angeles(Baldwin Park, Covina)                                                                           |
| Vacant                           | Vacant      | 24 février 2009 - 14 juillet 2009 | 111e        | | 2003–2013 Los Angeles(Baldwin Park, Covina)                                                                           |
| Judy Chu                         | Démocrate   | 14 juillet 2009 - 3 janvier 2013  | 111e , 112e | Élue pour terminer le mandat de Solis. Réélu en 2010. Redécoupage vers le 27e district.                                                                                               | 2003–2013 Los Angeles(Baldwin Park, Covina)                                                                           |
| Grace Napolitano                 | Démocrate   | 3 janvier 2013 - 3 janvier 2023   | 113e - 117e | Redécoupage depuis le 38e district et réélue en 2012. Réélu en 2014. Réélu en 2016. Réélu en 2018. Réélu en 2020. Redécoupage vers le 31e district.                                   | 2013–2023 Vallée de San Gabriel incluant El Monte et West Covina                                                      |
| Brad Sherman                     | Démocrate   | 3 janvier 2023 - en cours         | 118e - 119e | Redécoupage depuis le 30e district et réélu en 2022. Réélu en 2024. | 2023–en cours L'ouest de la vallée de San Fernando du comté de Los Angeles et l'est de Simi Hills du comté de Ventura |

## Résultats des précédentes élections
Voici les résultats des dix précédents cycles électoraux dans le district.

### 2004
| Élection de 2004 du 32e district congressionnel de Californie | Élection de 2004 du 32e district congressionnel de Californie | Élection de 2004 du 32e district congressionnel de Californie | Élection de 2004 du 32e district congressionnel de Californie | Élection de 2004 du 32e district congressionnel de Californie |
| ------------------------------------------------------------- | ------------------------------------------------------------- | ------------------------------------------------------------- | ------------------------------------------------------------- | ------------------------------------------------------------- |
| Parti                                                         | Parti                                                         | Candidat                                                      | Votes                                                         | %                                                             |
|                                                               | Démocrate                                                     | Hilda Solis (sortante)                                        | 119 144                                                       | 85,1                                                          |
|                                                               | Libertarien                                                   | Leland Faegre                                                 | 21 002                                                        | 14,9                                                          |
| Total des votes                                               | Total des votes                                               | Total des votes                                               | 140 146                                                       | 100%                                                          |
|                                                               | Les Démocrates conservent                                     |                                                               |                                                               |                                                               |

### 2006
| Élection de 2006 du 32e district congressionnel de Californie | Élection de 2006 du 32e district congressionnel de Californie | Élection de 2006 du 32e district congressionnel de Californie | Élection de 2006 du 32e district congressionnel de Californie | Élection de 2006 du 32e district congressionnel de Californie |
| ------------------------------------------------------------- | ------------------------------------------------------------- | ------------------------------------------------------------- | ------------------------------------------------------------- | ------------------------------------------------------------- |
| Parti                                                         | Parti                                                         | Candidat                                                      | Votes                                                         | %                                                             |
|                                                               | Démocrate                                                     | Hilda Solis (sortante)                                        | 76 059                                                        | 83,0                                                          |
|                                                               | Libertarien                                                   | Lelan Faegre                                                  | 21 002                                                        | 17,0                                                          |
| Total des votes                                               | Total des votes                                               | Total des votes                                               | 97 061                                                        | 100%                                                          |
|                                                               | Les Démocrates conservent                                     |                                                               |                                                               |                                                               |

### 2008
| Élection de 2008 du 32e district congressionnel de Californie | Élection de 2008 du 32e district congressionnel de Californie | Élection de 2008 du 32e district congressionnel de Californie | Élection de 2008 du 32e district congressionnel de Californie | Élection de 2008 du 32e district congressionnel de Californie |
| ------------------------------------------------------------- | ------------------------------------------------------------- | ------------------------------------------------------------- | ------------------------------------------------------------- | ------------------------------------------------------------- |
| Parti                                                         | Parti                                                         | Candidat                                                      | Votes                                                         | %                                                             |
|                                                               | Démocrate                                                     | Hilda Solis (sortante)                                        | 130 142                                                       | 100,0                                                         |
|                                                               | Indépendant                                                   | Innocent Osunwa (write-in)                                    | 8                                                             | 0.0                                                           |
| Total des votes                                               | Total des votes                                               | Total des votes                                               | 130 150                                                       | 100%                                                          |
|                                                               | Les Démocrates conservent                                     |                                                               |                                                               |                                                               |

### 2009 (Spéciale)
| Élection Spéciale de 2009 du 32e district congressionnel de Californie | Élection Spéciale de 2009 du 32e district congressionnel de Californie | Élection Spéciale de 2009 du 32e district congressionnel de Californie | Élection Spéciale de 2009 du 32e district congressionnel de Californie | Élection Spéciale de 2009 du 32e district congressionnel de Californie |
| ---------------------------------------------------------------------- | ---------------------------------------------------------------------- | ---------------------------------------------------------------------- | ---------------------------------------------------------------------- | ---------------------------------------------------------------------- |
| Parti                                                                  | Parti                                                                  | Candidat                                                               | Votes                                                                  | %                                                                      |
|                                                                        | Démocrate                                                              | Judy Chu                                                               | 16 194                                                                 | 61,8                                                                   |
|                                                                        | Républicain                                                            | Betty Tom Chu                                                          | 8630                                                                   | 33,0                                                                   |
|                                                                        | Libertarien                                                            | Christopher Agrella                                                    | 1356                                                                   | 5,2                                                                    |
|                                                                        | Indépendant                                                            | Eleano Garcia (write-in)                                               | 2                                                                      | 0,0                                                                    |
| Total des votes                                                        | Total des votes                                                        | Total des votes                                                        | 26 182                                                                 | 100%                                                                   |
|                                                                        | Les Démocrates conservent                                              |                                                                        |                                                                        |                                                                        |

### 2010
| Élection de 2010 du 32e district congressionnel de Californie | Élection de 2010 du 32e district congressionnel de Californie | Élection de 2010 du 32e district congressionnel de Californie | Élection de 2010 du 32e district congressionnel de Californie | Élection de 2010 du 32e district congressionnel de Californie |
| ------------------------------------------------------------- | ------------------------------------------------------------- | ------------------------------------------------------------- | ------------------------------------------------------------- | ------------------------------------------------------------- |
| Parti                                                         | Parti                                                         | Candidat                                                      | Votes                                                         | %                                                             |
|                                                               | Démocrate                                                     | Judy Chu (sortante)                                           | 77 759                                                        | 71,0                                                          |
|                                                               | Républicain                                                   | Edward Schmerling                                             | 31 697                                                        | 29,0                                                          |
| Total des votes                                               | Total des votes                                               | Total des votes                                               | 109 456                                                       | 100%                                                          |
|                                                               | Les Démocrates conservent                                     |                                                               |                                                               |                                                               |

### 2012
| Élection de 2012 du 32e district congressionnel de Californie | Élection de 2012 du 32e district congressionnel de Californie | Élection de 2012 du 32e district congressionnel de Californie | Élection de 2012 du 32e district congressionnel de Californie | Élection de 2012 du 32e district congressionnel de Californie |
| ------------------------------------------------------------- | ------------------------------------------------------------- | ------------------------------------------------------------- | ------------------------------------------------------------- | ------------------------------------------------------------- |
| Parti                                                         | Parti                                                         | Candidat                                                      | Votes                                                         | %                                                             |
|                                                               | Démocrate                                                     | Grace Napolitano (sortante)                                   | 124 903                                                       | 65,7                                                          |
|                                                               | Républicain                                                   | David L. Miller                                               | 65 208                                                        | 34,3                                                          |
| Total des votes                                               | Total des votes                                               | Total des votes                                               | 190 111                                                       | 100%                                                          |
|                                                               | Les Démocrates conservent                                     |                                                               |                                                               |                                                               |

### 2014
| Élection de 2014 du 32e district congressionnel de Californie | Élection de 2014 du 32e district congressionnel de Californie | Élection de 2014 du 32e district congressionnel de Californie | Élection de 2014 du 32e district congressionnel de Californie | Élection de 2014 du 32e district congressionnel de Californie |
| ------------------------------------------------------------- | ------------------------------------------------------------- | ------------------------------------------------------------- | ------------------------------------------------------------- | ------------------------------------------------------------- |
| Parti                                                         | Parti                                                         | Candidat                                                      | Votes                                                         | %                                                             |
|                                                               | Démocrate                                                     | Grace Napolitano (sortante)                                   | 50 353                                                        | 59,7                                                          |
|                                                               | Républicain                                                   | Arturo Enrique Alas                                           | 34 053                                                        | 40,3                                                          |
| Total des votes                                               | Total des votes                                               | Total des votes                                               | 84 406                                                        | 100%                                                          |
|                                                               | Les Démocrates conservent                                     |                                                               |                                                               |                                                               |

### 2016
| Élection de 2016 du 32e district congressionnel de Californie | Élection de 2016 du 32e district congressionnel de Californie | Élection de 2016 du 32e district congressionnel de Californie | Élection de 2016 du 32e district congressionnel de Californie | Élection de 2016 du 32e district congressionnel de Californie |
| ------------------------------------------------------------- | ------------------------------------------------------------- | ------------------------------------------------------------- | ------------------------------------------------------------- | ------------------------------------------------------------- |
| Parti                                                         | Parti                                                         | Candidat                                                      | Votes                                                         | %                                                             |
|                                                               | Démocrate                                                     | Grace Napolitano (sortante)                                   | 114 926                                                       | 61,6                                                          |
|                                                               | Démocrate                                                     | Roger Hernandez                                               | 71 720                                                        | 38,4                                                          |
| Total des votes                                               | Total des votes                                               | Total des votes                                               | 186 464                                                       | 100%                                                          |
|                                                               | Les Démocrates conservent                                     |                                                               |                                                               |                                                               |

### 2018
| Élection de 2018 du 32e district congressionnel de Californie | Élection de 2018 du 32e district congressionnel de Californie | Élection de 2018 du 32e district congressionnel de Californie | Élection de 2018 du 32e district congressionnel de Californie | Élection de 2018 du 32e district congressionnel de Californie |
| ------------------------------------------------------------- | ------------------------------------------------------------- | ------------------------------------------------------------- | ------------------------------------------------------------- | ------------------------------------------------------------- |
| Parti                                                         | Parti                                                         | Candidat                                                      | Votes                                                         | %                                                             |
|                                                               | Démocrate                                                     | Grace Napolitano (sortante)                                   | 121 759                                                       | 68,8                                                          |
|                                                               | Républicain                                                   | Joshua Scott                                                  | 55 272                                                        | 31,2                                                          |
| Total des votes                                               | Total des votes                                               | Total des votes                                               | 177 031                                                       | 100%                                                          |
|                                                               | Les Démocrates conservent                                     |                                                               |                                                               |                                                               |

### 2020
| Élection de 2020 du 32e district congressionnel de Californie | Élection de 2020 du 32e district congressionnel de Californie | Élection de 2020 du 32e district congressionnel de Californie | Élection de 2020 du 32e district congressionnel de Californie | Élection de 2020 du 32e district congressionnel de Californie |
| ------------------------------------------------------------- | ------------------------------------------------------------- | ------------------------------------------------------------- | ------------------------------------------------------------- | ------------------------------------------------------------- |
| Parti                                                         | Parti                                                         | Candidat                                                      | Votes                                                         | %                                                             |
|                                                               | Démocrate                                                     | Grace Napolitano (sortante)                                   | 172 942                                                       | 66,6                                                          |
|                                                               | Républicain                                                   | Joshua M. Scott                                               | 86 818                                                        | 33,4                                                          |
| Total des votes                                               | Total des votes                                               | Total des votes                                               | 259 760                                                       | 100%                                                          |
|                                                               | Les Démocrates conservent                                     |                                                               |                                                               |                                                               |

### 2022
La Californie a tenu sa Primaire Jungle le 7 juin 2022, selon ce système de Primaire, tous les candidats sont sur le même bulletin de vote, et les deux arrivés en tête s'affronteront le jour de l'Élection Générale, à savoir le 8 novembre 2022.
| Primaire Jungle 2022 du 32e district congressionnel de Californie | Primaire Jungle 2022 du 32e district congressionnel de Californie | Primaire Jungle 2022 du 32e district congressionnel de Californie | Primaire Jungle 2022 du 32e district congressionnel de Californie | Primaire Jungle 2022 du 32e district congressionnel de Californie |
| ----------------------------------------------------------------- | ----------------------------------------------------------------- | ----------------------------------------------------------------- | ----------------------------------------------------------------- | ----------------------------------------------------------------- |
| Parti                                                             | Parti                                                             | Candidat                                                          | Votes                                                             | %                                                                 |
|                                                                   | Démocrate                                                         | Brad Sherman                                                      | 88 063                                                            | 53,7                                                              |
|                                                                   | Républicain                                                       | Lucie Lapointe Volotzky                                           | 32 342                                                            | 19,7                                                              |
|                                                                   | Républicain                                                       | Melissa Toomim                                                    | 15 036                                                            | 9,2                                                               |
|                                                                   | Démocrate                                                         | Shervin Aazami                                                    | 13 926                                                            | 8,5                                                               |
|                                                                   | Démocrate                                                         | Aarika Rhodes                                                     | 8744                                                              | 5,3                                                               |
|                                                                   | Démocrate                                                         | Raji Rab                                                          | 2943                                                              | 1,8                                                               |
|                                                                   | Démocrate                                                         | Jason Potell                                                      | 2938                                                              | 1,8                                                               |

| Élection de 2022 du 32e district congressionnel de Californie | Élection de 2022 du 32e district congressionnel de Californie | Élection de 2022 du 32e district congressionnel de Californie | Élection de 2022 du 32e district congressionnel de Californie | Élection de 2022 du 32e district congressionnel de Californie |
| ------------------------------------------------------------- | ------------------------------------------------------------- | ------------------------------------------------------------- | ------------------------------------------------------------- | ------------------------------------------------------------- |
| Parti                                                         | Parti                                                         | Candidat                                                      | Votes                                                         | %                                                             |
|                                                               | Démocrate                                                     | Brad Sherman                                                  | 167 411                                                       | 69,2                                                          |
|                                                               | Républicain                                                   | Lucie Lapointe Volotzky                                       | 74 618                                                        | 30,8                                                          |
| Total des votes                                               | Total des votes                                               | Total des votes                                               | 242 029                                                       | 100%                                                          |
|                                                               | Les Démocrates conservent                                     |                                                               |                                                               |                                                               |

### 2024
La Californie a tenu sa Primaire Jungle le 5 mars 2024, selon ce système de Primaire, tous les candidats sont sur le même bulletin de vote, et les deux arrivés en tête s'affronteront le jour de l'Élection Générale, à savoir le 5 novembre 2024.
| Primaire Jungle 2024 du 32e district congressionnel de Californie | Primaire Jungle 2024 du 32e district congressionnel de Californie | Primaire Jungle 2024 du 32e district congressionnel de Californie | Primaire Jungle 2024 du 32e district congressionnel de Californie | Primaire Jungle 2024 du 32e district congressionnel de Californie |
| ----------------------------------------------------------------- | ----------------------------------------------------------------- | ----------------------------------------------------------------- | ----------------------------------------------------------------- | ----------------------------------------------------------------- |
| Parti                                                             | Parti                                                             | Candidat                                                          | Votes                                                             | %                                                                 |
|                                                                   | Démocrate                                                         | Brad Sherman (sortant)                                            | 91 952                                                            | 58,6                                                              |
|                                                                   | Républicain                                                       | Larry Thompson                                                    | 29 393                                                            | 19,1                                                              |
|                                                                   | Républicain                                                       | James Shuster                                                     | 16 601                                                            | 10,6                                                              |
|                                                                   | Démocrate                                                         | Christopher Ahuja                                                 | 12 637                                                            | 8,0                                                               |
|                                                                   | Démocrate                                                         | Douglas Smith                                                     | 2504                                                              | 1,6                                                               |
|                                                                   | Démocrate                                                         | Dave Abbitt                                                       | 1665                                                              | 1,1                                                               |
|                                                                   | Démocrate                                                         | Trevor Witt                                                       | 1635                                                              | 1,0                                                               |

| Élection de 2024 du 32e district congressionnel de Californie | Élection de 2024 du 32e district congressionnel de Californie | Élection de 2024 du 32e district congressionnel de Californie | Élection de 2024 du 32e district congressionnel de Californie | Élection de 2024 du 32e district congressionnel de Californie |
| ------------------------------------------------------------- | ------------------------------------------------------------- | ------------------------------------------------------------- | ------------------------------------------------------------- | ------------------------------------------------------------- |
| Parti                                                         | Parti                                                         | Candidat                                                      | Votes                                                         | %                                                             |
|                                                               | Démocrate                                                     | Brad Sherman (sortant)                                        | 212 934                                                       | 66,2                                                          |
|                                                               | Républicain                                                   | Larry Thompson                                                | 108 711                                                       | 33,8                                                          |
| Total des votes                                               | Total des votes                                               | Total des votes                                               | 321 645                                                       | 100 %                                                         |
|                                                               | Les Démocrates conservent                                     |                                                               |                                                               |                                                               |

## Frontières historique du district
De 2003 à 2013, le district se composait de parties de l'est de Los Angeles, notamment Covina, Baldwin Park et El Monte. En raison du redécoupage après le recensement des États-Unis de 2010, le district s'est déplacé légèrement vers le sud dans le Comté de Los Angeles, mais comprend toujours la plupart des zones précédentes.